# Celebrity Cruises
Celebrity Cruises est une compagnie maritime américaine spécialisée dans les croisières basée à Miami en Floride. Cette compagnie est la propriété depuis 1997 de Royal Caribbean Cruise Line, tout comme Pullmantur Cruise.
Elle possède 11 navires opérationnels. Les noms de tous ces navires commence par "Celebrity".
Ses zones de navigation sont principalement les Antilles et les Caraïbes. Des croisières sont aussi organisées en Europe (Méditerranée et pays scandinaves), en Asie, en Amérique du Sud, en Australie, au Canada et en Alaska.

## Histoire
Celebrity Cruises a été fondée en 1988 comme une filiale de la compagnie grecque Chandris Group (en) afin d’opérer comme croisière haut de gamme dans les Bermudes pour récupérer les parts de marché libérés par la disparition de la Home Lines.
En 1997, Chandris Group (en) vend au groupe Royal Caribbean International la filiale Celebrity Cruises.

## Flotte
Celebrity Cruises exploite en 2025 14 navires.

### Navires en service
| Nom                     | Image | Classe            | Tonnage | Capacité        | Année de mise en service | Chantiers navals                         |
| ----------------------- | ----- | ----------------- | ------- | --------------- | ------------------------ | ---------------------------------------- |
| Celebrity Millennium    |       | Classe Millennium | 90 228  | 2 460 passagers | 2000                     | Chantiers de l'Atlantique, Saint-Nazaire |
| Celebrity Infinity      |       | Classe Millennium | 90 280  | 2 499 passagers | 2001                     | Chantiers de l'Atlantique, Saint-Nazaire |
| Celebrity Summit        |       | Classe Millennium | 90 280  | 2 499 passagers | 2002                     | Chantiers de l'Atlantique, Saint-Nazaire |
| Celebrity Constellation |       | Classe Millennium | 90 280  | 2 038 passagers | 2002                     | Chantiers de l'Atlantique, Saint-Nazaire |
| Celebrity Solstice      |       | Classe Solstice   | 122 000 | 2 850 passagers | 2008                     | Meyer Werft, Papenburg                   |
| Celebrity Equinox       |       | Classe Solstice   | 122 000 | 2 850 passagers | 2009                     | Meyer Werft, Papenburg                   |
| Celebrity Eclipse       |       | Classe Solstice   | 122 000 | 2 850 passagers | 2010                     | Meyer Werft, Papenburg                   |
| Celebrity Silhouette    |       | Classe Solstice   | 122 000 | 2 886 passagers | 2011                     | Meyer Werft, Papenburg                   |
| Celebrity Reflection    |       | Classe Solstice   | 126 000 | 3 046 passagers | 2012                     | Meyer Werft, Papenburg                   |
| Celebrity Edge          |       | Classe Edge       | 130 818 | 2 918 passagers | 2018                     | Chantiers de l'Atlantique, Saint-Nazaire |
| Celebrity Apex          |       | Classe Edge       | 130 818 | 2 918 passagers | 2020                     | Chantiers de l'Atlantique, Saint-Nazaire |
| Celebrity Flora         |       | Classe Flora      | 5 739   | 100 passagers   | 2019                     | Shipyard De Hoop, Lobith / Tolkamer      |
| Celebrity Beyond        |       | Classe Edge       | 140 600 | 3 260 passagers | 2022                     | Chantiers de l'Atlantique, Saint-Nazaire |
| Celebrity Ascent        |       | Classe Edge       | 140 600 | 3 260 passagers | 2023                     | Chantiers de l'Atlantique, Saint-Nazaire |

### Anciens navires
| Nom                  | Image | Année de service | Capacité        | Tonnage | Statut                                                    |
| -------------------- | ----- | ---------------- | --------------- | ------- | --------------------------------------------------------- |
| Meridian             |       | 1990-1997        | 1 224 passagers | 30 440  | Coulé dans le détroit de Malacca le 21 mai 1999           |
| Horizon              |       | 1990-2005        | 1 354 passagers | 46 811  | démantelé à Aliağa en Turquie à partir d'août 2022        |
| Zenith               |       | 1992-2007        | 1 374 passagers | 47 255  | démantelé à Alang en Inde à partir de septembre 2022      |
| Celebrity Galaxy     |       | 1996-2009        | 2 680 passagers | 76 522  | En activité sous le nom de Mein Schiff 1 pour TUI Cruises |
| Celebrity Mercury    |       | 1997-2011        | 1 886 passagers | 77 713  | En activité sous le nom de Mein Schiff 2 pour TUI Cruises |
| Celebrity Century    |       | 1995-2015        | 1 778 passagers | 71 545  | En activité sous le nom de SkySea Golden Era pour ctrip   |
| Celebrity Xperience  |       | 2017-2019        |                 | 1 610   | Vendu en 2019                                             |
| Celebrity Xpedition  |       | 2001-2025        | 96 passagers    | 2 842   | Vendu à Lindblad Expeditions en 2025                      |
| Celebrity Xploration |       | 2017-2025        |                 | 319     | Vendu à Lindblad Expeditions en 2025                      |

### Futurs navires
La compagnie fait construire une nouvelle classe de navire : la classe Edge dont les quatre premiers navires sont en service et le cinquième est en construction aux Chantiers de l'Atlantique de Saint-Nazaire. Un sixième est commandé pour 2028.
| Nom            | Image | Classe      | Année de mise en service | Capacité | Tonnage |
| -------------- | ----- | ----------- | ------------------------ | -------- | ------- |
| Celebrity Xcel |       | Classe Edge | 2025                     | 3 244    | 140 600 |
| Xcel 2         |       | Classe Edge | 2028                     | 2900     |         |